# Bert de Jong
Pour les articles homonymes, voir de Jong.
Bert de Jong, né le 3 novembre 1956 et mort le 13 août 2013, est un pilote de rallyes néerlandais.

## Biographie
Il commence la compétition automobile en 1986, et remporte le championnat néerlandais en 1995 et 1996 avec une Ford Escort RS Cosworth. De Jong pilote ensuite au niveau européen avec une Subaru Impreza WRC. Son compatriote Tom Hillen est son copilote de 1994 à 2011. Ils terminent 3e du rallye d'Allemagne en 1994 et 2e l'année suivante. 
En 1999, il est impliqué dans un grave accident en Croatie. Il quitte le rallye l'année suivante, mais revient en 2009. 
En 2012, il conduit la Mitsubishi Lancer WRC 05 de l'équipe de son fils Bob. Ce dernier est sacré champion des Pays-Bas des rallyes en 2013, lui aussi sur Mitsubishi Lancer WRC05.
Toujours en 2013, Bert de Jong décède le 13 août 2013 après une longue lutte contre le cancer.

## Palmarès

### Titres
- Double champion des Pays-Bas des rallyes : 1995 et 1996, sur Ford Escort RS Cosworth.

### Quatre victoires en ERC
- Rallye des Tulipes d'or (Golden Tulip Rally de  Hellendoorn) : 1994 et 1996 (2e en 1997 et 1998, 3e en 1999) ;
- Circuit des Ardennes : 1997 ;
- Rallye de Croatie : 2000.